# 2017 w sztukach plastycznych
Wydarzenia w sztukach plastycznych i wizualnych w 2017 roku.

## Wydarzenia
- 03.02 - 28.05, wystawa ARTYŚCI I IKONY[1], Muzeum Południowego Podlasia w Białej Podlaskiej, kurator: Violetta Jarząbkowska;
- Odbyła się 14. edycja festiwalu documenta w Kassel oraz po raz pierwszy w Atenach
- Agnieszka Polska otrzymała Preis der Nationalgalerie

## Zmarli
- 25 marca - Julian Stańczak (ur. 1928), polsko-amerykański malarz
- 20 kwietnia – Magdalena Abakanowicz (ur. 1930), polska rzeźbiarka
- 27 kwietnia – Vito Acconci (ur. 1940), amerykański performer, twórca instalacji, architekt
- 24 lipca – Zbigniew Gostomski (ur. 1932), polski malarz i fotograf
- 29 października – Linda Nochlin (ur. 1931), amerykańska historyczka sztuki
- 14 grudnia – Jarmila Čihánková (ur. 1925), czeska malarka, rysowniczka, autorka tapiserii i form przestrzennych tworząca na Słowacji